# Blu Hunt
Blu Hunt (Sacramento, 11 luglio 1995) è un'attrice statunitense, conosciuta per il suo ruolo di Inadu, il Vuoto nella serie The Originals. Nel 2020 ottiene il ruolo di Mirage nel film della serie cinematografica degli X-Men, intitolato The New Mutants, diretto da Josh Boone. Alla fine di agosto 2018 Hunt è entrata a far parte del cast della serie Netflix Another Life.

## Biografia
Blu Hunt è nata a Sacramento, in California ed è sorella di Logan Bik e Isis Aviana. Di origini native americane, si è laureata alla Whitney High School.
Attualmente vive a Los Angeles, in California.

## Carriera
Nel 2017, Hunt è stata riconosciuta per il suo ruolo ricorrente come la potente strega Nativa Americana Inadu (The Hollow) Labonair nella quarta stagione della serie televisiva soprannaturale The Originals su The CW.
Dal 2019 al 2021, Hunt è stata protagonista come August Catawnee, l'ingegnere capo e membro più giovane dell'equipaggio a bordo della nave spaziale Salvare, nella serie televisiva di fantascienza Another Life su Netflix. La serie è stata cancellata dopo due stagioni.
Nel 2019, Hunt ha fatto una comparsa nella serie televisiva di crimine Stumptown su ABC.
Hunt ha fatto il suo debutto cinematografico come Mirage nel film horror supereroistico The New Mutants, che fa parte della serie cinematografica degli X-Men. Il film era originariamente previsto per l'uscita nell'aprile del 2018, ma ha subito diversi ritardi. È stato distribuito il 28 agosto 2020.

## Vita privata
Hunt si identifica come "super queer". Ha ammesso che la parte migliore del suo ruolo da protagonista in The New Mutants, in cui il suo personaggio è di origine nativa americana e viene coinvolto sentimentalmente con un'altra donna, era "sapere che dovevo essere queer e che dovevo rappresentare la comunità indigena".

## Filmografia parziale

### Cinema
- The New Mutants, regia di Josh Boone (2020)

### Televisione
- Girl on Girl – serie TV, episodio 1x01 (2016)
- This Is It – serie TV (2016)
- The Originals – serie TV, 6 episodi (2017-2018)
- Another Life – serie TV, 11 episodi (2019-2021)
- Stumptown – serie TV, episodio 1x01 (2019)
- Grown-ish – serie TV, 3 episodi (2023)
- Lawmen - La storia di Bass Reeves (Lawmen: Bass Reeves), regia di Christina Alexandra Voros e Damian Marcano – miniserie TV, puntate 4-6 (2023)

### Cortometraggi
- One Block Away, regia di Sam Moores (2015)